# Abkommen von Novi Sad
Als Abkommen von Novi Sad  (auch Vereinbarung von Novi Sad; serbokroatisch Новосадски договор Novosadski dogovor, seltener: Новосадски споразум Novosadski sporazum) wird ein Dokument vom 10. Dezember 1954 bezeichnet, das jedoch selbst keine derartige Überschrift trägt, sondern lediglich mit zaključke ‚Schlussfolgerungen‘ überschrieben ist.
Hierin formulierten achtzehn serbische sowie sieben kroatische Schriftsteller und Sprachwissenschaftler eine Reihe sprachpolitischer Grundsätze. Gemäß diesem Übereinkommen, das nach der Stadt Novi Sad in der damaligen Sozialistischen Föderativen Republik Jugoslawien benannt ist, seien die kroatische, serbische und montenegrinische Sprache als eine Sprache zu betrachten. Die Matica srpska und die Matica hrvatska sollten demnach ein Wörterbuch sowie die Rechtschreibung der serbokroatischen Sprache erstellen.
Zu den Unterzeichnern zählten unter anderem Ivo Andrić, Mirko Božić, Josip Hamm und Veljko Petrović.